# 多利 (足球运动员)
多利，全名多利埃尔顿·戈麦斯·纳茨蒙托（Dorielton Gomes Nascimento，1990年3月7日—），是一名巴西职业足球运动员，最後效力于中甲球會梅州客家。

## 职业生涯
多利出道于巴西球队弗洛米嫩塞，2010年被租借到巴西人。
2011年1月，多利被租借至中国足球超级联赛球会长春亚泰一年。
2012年6月，多利租借加盟中国足球甲级联赛球队广东日之泉一年半。
2014年2月，多利加盟首次参加中超的哈尔滨毅腾。